# Bernay-Neuvy-en-Champagne
Bernay-Neuvy-en-Champagne is een fusiegemeente (commune nouvelle) in het Franse departement Sarthe (regio Pays de la Loire). De plaats maakt deel uit van het arrondissement Mamers. Bernay-Neuvy-en-Champagne is op 1 januari 2019 ontstaan door de fusie van de gemeenten Bernay-en-Champagne en Neuvy-en-Champagne. De gemeente telde 768 inwoners op 1 januari 2022.

## Geografie
De oppervlakte van Bernay-Neuvy-en-Champagne bedroeg op 1 januari 2022 25,13 vierkante kilometer; de bevolkingsdichtheid was toen 30,6 inwoners per km².

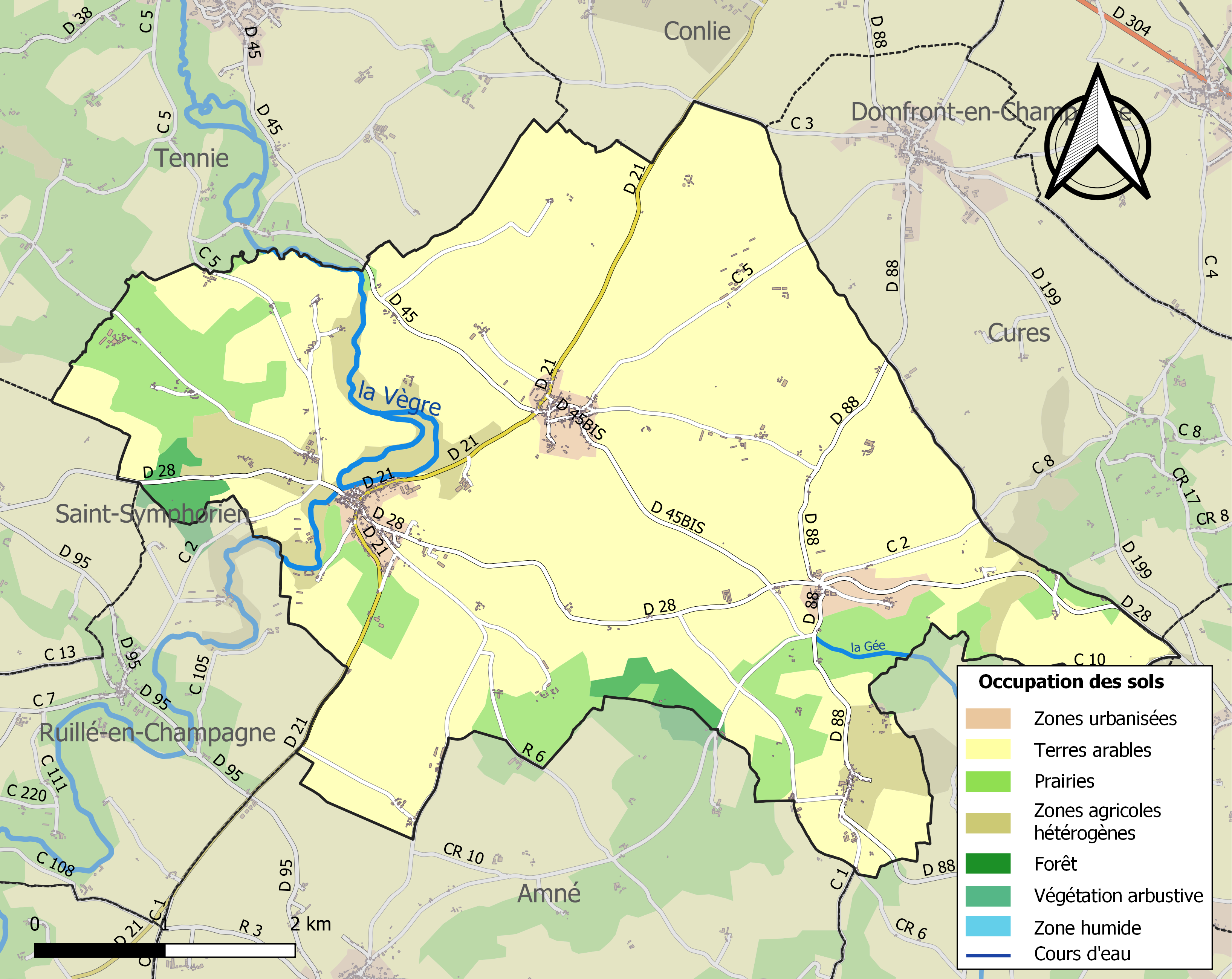
Kaart van de gemeente met de belangrijkste infrastructuur, bodemgebruik en omliggende gemeenten